# Кью (мост)
Мост Кью (англ. Kew Bridge) — мост через пролив Тайдуэй в верхнем устье Темзы в Лондоне. Соединяет лондонские районы Ричмонд-апон-Темс и Хаунслоу. Современный вариант моста открыт в 1903 году.

## История
В течение многих веков паром пересекал Темзу между Брентфордом и Кью, являясь частью важным торговым маршрутом между Лондоном и западной частью Британии. С 1659 года им управляла семья Танстолл. В 1757 году Парламент поручил Роберту Танстоллу заменить свой паром платным мостом. Работы начались в апреле 1758 года. В 1759 году мост был построен мастером-плотником Джоном Барнардом, работавшим на Вестминстерском мосту. Мост состоял из двух кирпичных и каменных арок на каждом берегу, с семью деревянными пролетами в центре. Мост Кью был посвящён принцессе Уэльской Августе Саксен-Готской и её сыну будущему королю Георгу III, которые проехали по мосту за три дня до его официального открытия в июне 1759 года. В первый же день около 3000 человек пересекли мост.
Баржи не могли беспрепятственно проходить под построенным мостом, из-за чего тот регулярно повреждался. Содержание моста оказалось дорогостоящим, поэтому менее чем через 25 лет после открытия Роберт Танстолл поручил проектировщику Ричмондского моста Джеймсу Пейну построить рядом новый каменный мост. Работы начались в 1783 году, и старый мост простоял ещё шесть лет, пока строился новый. Церемония открытия прошла в сентябре 1789 года, которую возглавил король Георг III вместе с королевой Шарлоттой.
В 1869 году все лондонские мосты стали бесплатными и перешли в собственность Столичного совета по благоустройству. Мост Кью был впоследствии продан Советам графств Суррей и Мидлсекс.
Однако к XIX веку мост перестал справляться с возросшим потоком транспорта, а его узкие проезды затрудняли движение. Власти начали рассматривать варианты его модернизации или замены. В 1903 году старый каменный мост был демонтирован, и на его месте открыли новый стальной арочный мост, спроектированный инженером сэром Джоном Вулфом Барри, известным по работе над Тауэрским мостом. Новый мост был шире и прочнее, что позволило пропускать больше транспорта. Церемония официального открытия прошла 20 мая 1903 года. Мост был открыт королём Эдуардом VII и назван в его честь, однако позднее мосту было возвращено прежнее название .